# Ade Murkey
Ade Murkey (Minneapolis, 29 gennaio 1998) è un cestista statunitense.